# Peter Rombouts
P.J.M. (Peter) Rombouts (1938) is een Nederlands politicus van de PvdA.
In de jaren 60 is hij aan de Rijksuniversiteit Leiden afgestudeerd in de psychologie. Rombouts heeft gewerkt als bedrijfspsycholoog bij Philips, als adviseur in de gezondheidsvoorlichting, hij had diverse leidinggevende functies in welzijnsorganisaties en was zelfstandig organisatieadviseur en interim-manager. Daarnaast was hij actief in de lokale politiek. Met een onderbreking van enkele jaren was hij van 1971 tot 1986 gemeenteraadslid in Maarssen waar hij ook enige tijd wethouder is geweest. In 1987 werd hij lid van de provinciale staten van Utrecht en vanaf 1999 tot 2003 was hij daar gedeputeerde met onder andere milieu in zijn portefeuille.
In de zomer van 2003 werd Rombouts waarnemend burgemeester in Veenendaal wat hij tot september 2004 bleef en kort daarop werd hij waarnemend burgemeester van Loenen tot hij in november 2006 met pensioen ging. In die periode was hij ook voorzitter van IVN die zich bezighoudt met natuur en milieu-educatie en voorzitter van de publieke omroep LLiNK.